# Hansheiri Inderkum

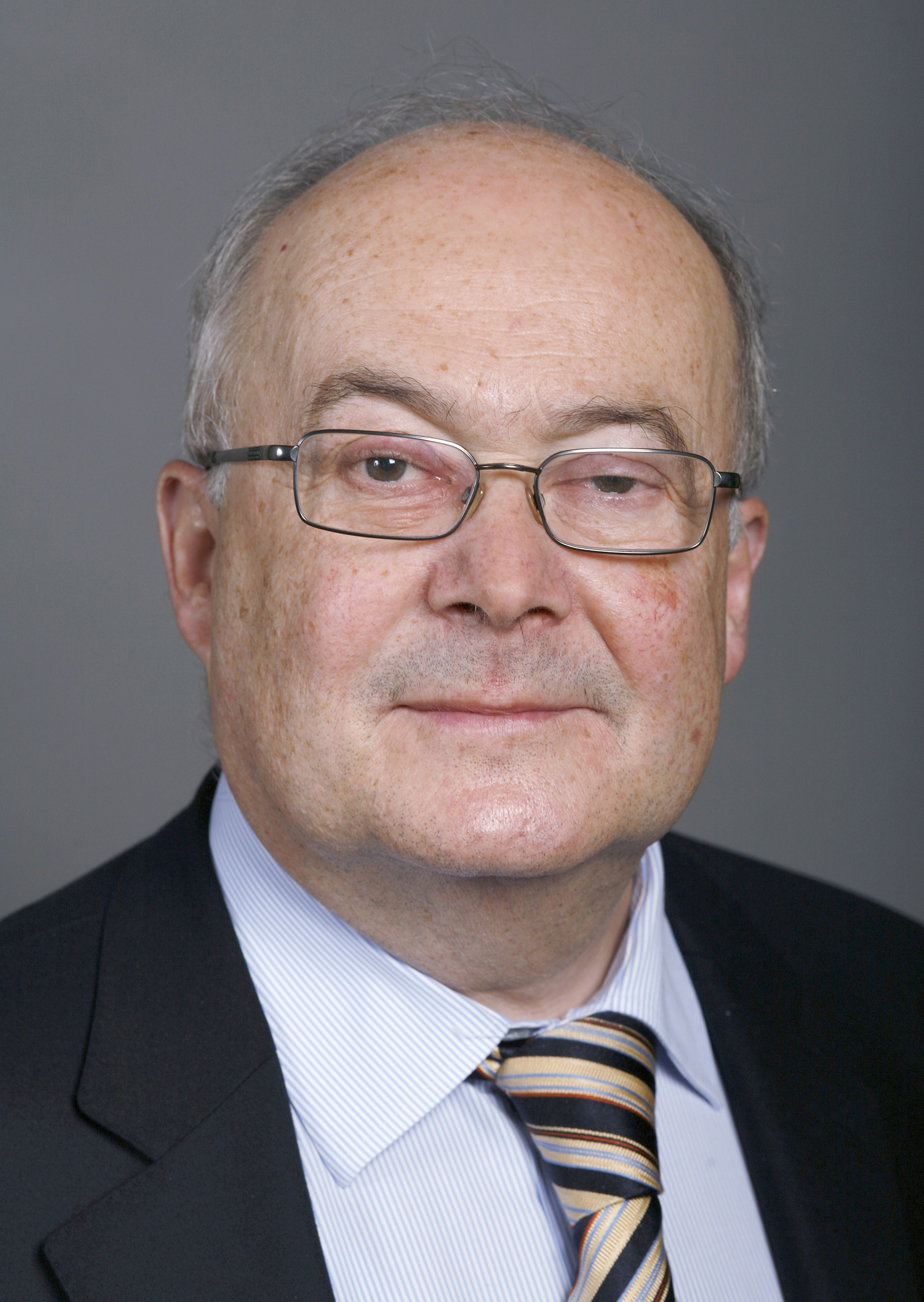
Hansheiri Inderkum (2007)

Hansheiri Inderkum (* 9. Juni 1947 in Altdorf) ist ein Schweizer Politiker (CVP). Von 1995 bis 2011 vertrat er den Kanton Uri im Ständerat.
Am 29. November 2010 wurde Inderkum mit 44 von 44 gültigen Stimmen zum Ständeratspräsidenten 2010/11 gewählt.

## Biografie
Der promovierte Jurist Inderkum war von 1979 bis 1981 Gemeinderat (Exekutive) von Altdorf, wobei er von 1980 bis 1981 als Gemeindepräsident amtete. Von 1982 bis 1989 war er Präsident der CVP Uri. Ab 1984 bis 1996 war er für die CVP im Urner Landrat, den er 1992/93 präsidierte.
Bei den Wahlen 1995 wurde er für den Kanton Uri im zweiten Wahlgang in den Ständerat gewählt und 1999, 2003 und 2007 wiedergewählt. 2011 trat er nicht wieder an. Er war während seiner ganzen Amtszeit Mitglied der Kommission für Umwelt, Raumplanung und Energie, 1999 bis 2011 nahm er Einsitz in der Staatspolitischen Kommission (2007 bis 2009 Präsident), 2003 bis 2011 in der Kommission für Rechtsfragen, 1995 bis 2003 in der Finanzkommission und 1995 bis 1999 in der Aussenpolitischen Kommission.
Inderkum, heimatberechtigt in Gurtnellen, ist verheiratet, Vater von zwei Kindern, wohnt in Altdorf und arbeitet als Rechtsanwalt und Notar.